# Łukasz Kuropaczewski
Łukasz Kuropaczewski (ur. 20 sierpnia 1981 w Gnieźnie) – polski gitarzysta klasyczny. W 2009 otrzymał Perłę Honorową Polskiej Gospodarki (w kategorii kultura), przyznawaną przez redakcję Polish Market. W 2011 został uhonorowany Medalem Młodej Sztuki.

## Edukacja
Syn Zbigniewa Kuropaczewskiego (nauczyciela techniki w szkole podstawowej w Strzałkowie) i Krystyny Kuropaczewskiej (dyrektorki szkoły podstawowej w Strzałkowie). Szkołę podstawową ukończył w Strzałkowie. Naukę kontynuował w Liceum Ogólnokształcącym w Słupcy. Ze względu na rozwój kariery w połowie II klasy przeniósł się do liceum w Poznaniu. W 2003 ukończył studia na Akademii Muzycznej we Wrocławiu. W 2013 doktoryzował się na Akademii Muzycznej w Poznaniu na podstawie napisanej pod kierunkiem Piotra Zaleskiego dysertacji Aplikatura jako czynnik kształtujący dźwiękowy obraz utworu na podstawie Hommage a Chopin Aleksandra Tansmana, Sonaty na Gitarę Antonia Josego i Nocturnalu Benjamina Brittena. Tamże w 2016 habilitował się w dziedzinie sztuk muzycznych.
Naukę gry na gitarze rozpoczął w wieku 10 lat w Zespole Szkół Muzycznych w Słupcy. Od 1993 jego edukacją muzyczną kierował Piotr Zaleski. Po studiach we wrocławskiej Akademii Muzycznej, Kuropaczewski doskonalił swoje umiejętności w klasie Manuela Barrueco w Peabody Conservatory przy Uniwersytecie Johnsa Hopkinsa w Baltimore, USA (dyplom w 2008). 
Był stypendystą Krajowego Funduszu na rzecz Dzieci.

## Koncerty
Występował z recitalami w Polsce, Białorusi, Czechach, Niemczech, Francji, Anglii, Hiszpanii, na Islandii, Węgrzech, w Grecji, na Wyspach Kanaryjskich, w Japonii, Kanadzie, USA oraz Panamie. Ponadto koncertował w Warszawie (Filharmonia Narodowa), Poznaniu (Aula UAM, koncert z cyklu Wielkie Recitale), Londynie (Royal Festival Hall), Berlinie, Rostocku, Hof, Weimarze, Almerii, La Hondarribii, Ubedzie, Las Palmas, Ingenio, Paryżu, Bordeaux, Reykjavíku, Pradze, Baltimore, Filadelfii, Waszyngtonie, Nowym Jorku, Norfolk, Hartford, St. Louis, San Luis Obispo, San Francisco, San Jose, Sacramento, San Antonio, Austin, Winnipeg, Waterloo, Toronto, Panama City.
W październiku 2007 wystąpił w nowojorskiej Carnegie Hall.

## Współpraca
Występował w duetach z: Katarzyną Bryłą (skrzypce), Anastasią Petanovą (flet), Igorem Yuzefovichem (skrzypce).
Łukasz Kuropaczewski współpracował z kameralistami takimi jak: Jan Stanienda, Bartosz Bryła, Martin Chalifour (koncertmistrz Los Angeles Symphony).
Ponadto odbywał występy z muzykami z Concerto Avenna, New York Philharmonic Orchestra, San Francisco Symphony, San Antonio Symphony, Cleveland Symphony (wykonując Kwintety Boccheriniego oraz Koncerty Vivaldiego), a także z Poznańskim Chórem Chłopięcym Jacka Sykulskiego. Wielokrotnie wykonywał słynne "Concierto de Aranjuez", między innymi z Narodową Orkiestrą Symfoniczną Polskiego Radia, pod batutą Marka Fitz-Geralda, z którymi wystąpił podczas koncertu "Last Night of the Proms" w Krakowie. W 2004 ukazała się płyta z Concierto, nagrana wraz z Orkiestrą Filharmonii Szczecińskiej pod dyrekcją Zygmunta Rycherta. Współtwórca oraz dyrektor Akademii Gitary: festiwal.

## Praca dydaktyczna
Kuropaczewski prowadzi kursy i lekcje mistrzowskie podczas festiwali gitarowych w Europie oraz na Uniwersytetach w Reykjavíku, Hartford, Winnipeg, Baltimore, Panamie. Wykłada bądź wykładał w Peabody Conservatory (jako asystent Manuela Barrueco), gdzie prowadził lekcje gitary oraz zajęcia z literatury muzycznej, a także na Akademii Muzycznej w Poznaniu.

## Dyskografia
- Guitar Recital
- Lukasz Kuropaczewski plays Spanish Music
- Concierto de Aranjuez
- Portrait
- Polish Music – 2008